# Barbaira (rivière)
 (décembre 2024).
Si vous disposez d'ouvrages ou d'articles de référence ou si vous connaissez des sites web de qualité traitant du thème abordé ici, merci de compléter l'article en donnant les références utiles à sa vérifiabilité et en les liant à la section « Notes et références ».
La Barbaira est une rivière longue de 15,83 kilomètres qui coule dans un canyon des Alpes de Ligurie (Italie) ; c'est le principal affluent de la Nervia (it).

## Géographie
Elle prend sa source entre la pointe de l'Arpetta et le mont Simonasso, dans les Alpes ligures, et traverse une vallée boisée orientée principalement vers le sud-est. Lorsqu'elle atteint le centre de la commune de Rocchetta Nervina, elle reçoit en rive gauche les eaux de son principal affluent, le rio Oggia. Elle se jette dans la Nervia à la hauteur de Ponte Barbaira (71 m). 

### Principaux affluents
- En rive gauche :

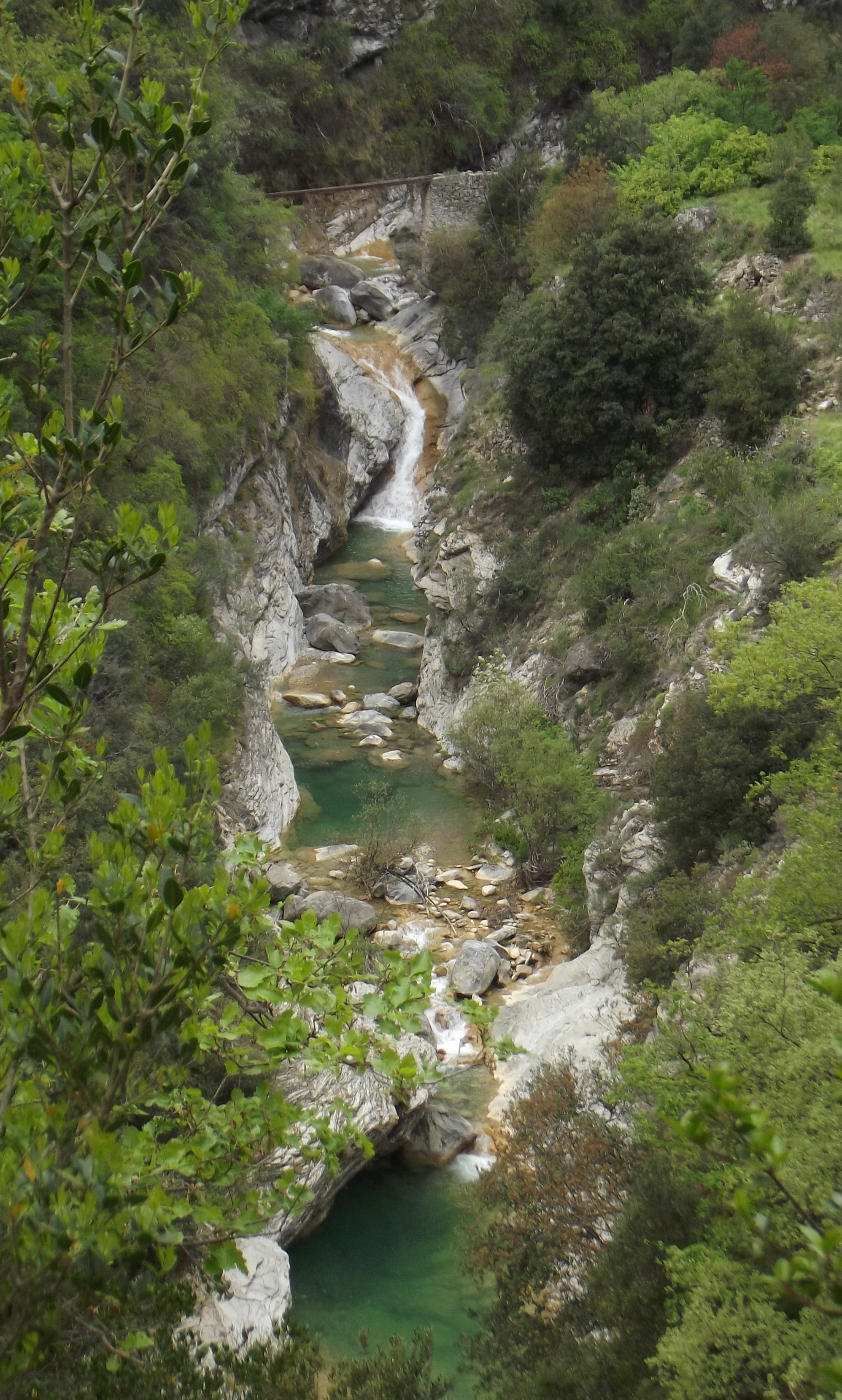
Cours intermédiaire de la Barbaira.

  - Rio d'Oggia : c'est le principal affluent de la Barbaira, qui la rejoint à Rocchetta Nervina
  - Rio Pau
- En rive droite :
  - Rio Massula : sa source se trouve près du Monte Abellio et atteint la Barbaira un kilomètre environ au sud de Rocchetta Nervina
  - Rio Roglio
  - Rio Ubaghi di Sartu

## Sport

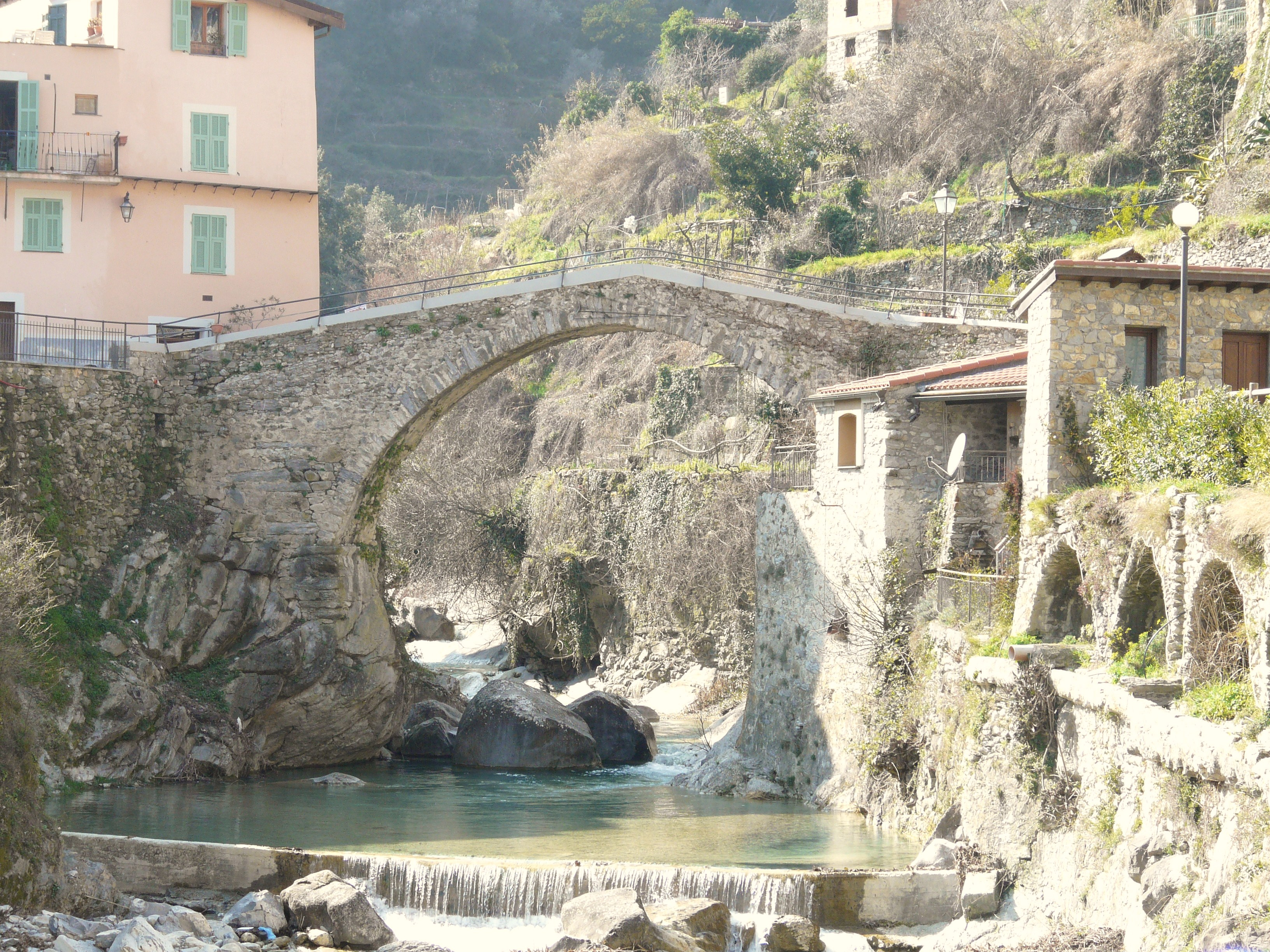
Vieux pont sur la Barbaira à Rocchetta Nervina.

La Barbaira est un site réputé pour la pratique du canyoning,.